# Karel Langer
Karel Langer (16. ledna 1878 Jaroměř – 2. května 1947 Praha) byl český akademický malíř, jeden z posledních žáků Julia Mařáka na pražské Akademii výtvarných umění.

## Život
Narodil se v rodině Jindřicha Langera, učitele na měšťanské škole v Jaroměři, a jeho manželky Aloisie, rozené Häuslerové.
V letech 1897–1899 studoval na akademii v Praze u Julia Mařáka. Po úmrtí prof. Mařáka pokračoval ve studiu krátce u Ant. Slavíčka a následně 3 roky u prof. Rudolfa von Ottenfelda. Na jaře r. 1900 společně s J. Honsou organizoval sběr podpisů pod petici za zachování krajinářské školy na pražské Akademii. Rektor Vojtěch Hynais je za tuto činnost na neurčitou dobu zprostil výhod studentů Akademie.
Již jako student dosáhl řady ocenění. Dle vzpomínek spolužáka ze střední školy Františka Charváta (později rovněž akad. mal.) ještě na reálce v Hradci Králové získal jako septimán Taubnerovu cenu za kreslení ve výši dvou zlatých dvaceti korun. V době studia na Akademii pak získal opakovaně v letech 1899-1901 Hlávkovo studijní stipendium. Větší soubor 11 obrazů, "mnohé jsou ještě pod akademickým dozorem" vystavuje na vánoční výstavě Umělecké besedy v roce 1901 u Štajgrů. Po absolvování akademie (v roce 1903) cestoval po Dalmácii a maloval v Dubrovníku (snad společně ? se spolužáky A. Satrou a O. Bubeníčkem). Poté studoval v Římě u Beneše Knüpfera.
V létě 1904 maloval se St. Lolkem na Valašsku. Následně na podzim vystavoval větší soubory svých obrazů v Hradci Králové, Dvoře Králové a Jaroměři.
Na jaře 1905 při příležitosti výstavy Krasoumné jednoty vystaví společně s Aloisem Kalvodou větší soubor prací. K. Domorázek-Mráz je autorem pozitivního rozboru a srovnání obou autorů v Rozhledech (20. 5. 1905). K. B. Mádl (1905) ve Zlaté Praze však kriticky poznamenává, že v jeho krajinách "převládá malířská obratnost nad citem". Kladně se o obrazech Karla Langera i později vyjadřoval K. Domorázek-Mráz (Máj 1908): "Mladičký žák zvolna, opatrně kladl barvu k barvě, květ ke květu, až zazelenala se a zaplanula mez nebo jabloň v máji. Před lety písničky zpíval, dnes komponuje hymny. Ale subtilním delikátním poetou zůstal."
V r. 1911 měl úspěšnou soubornou výstavu v Pule (hotel Riviéra). Česká akademie věd a umění mu udělila výroční cenu za obraz Fabrická louka a Turkovu cenu (1913) za obraz Jaro. Rudolfínská galerie od něj zakoupila obraz Rozpuk (Před rozkvětem), Státní galerie ve Vídni obraz Barvy léta a Moderní galerie v Praze obrazy Jihočeský motiv, Tkalci a Wilsonovo nádraží.
Karel Langer měl blízké vztahy s některými politiky První republiky. M. Zachař (2018) uvedl, že měl přátelské vztahy s ministrem financí JUDr. Aloisem Rašínem. V lednu 1919 přinesl tisk zprávu, že malíř Langer odrážel atentátníka při útoku na ministerského předsedu JUDr. Karla Kramáře, se kterým malíř vycházel po jednání „ve věci Mánesa“ z jeho kanceláře.
Byl členem Spolku výtvarných umělců Mánes od. r. 1898 až do své smrti. V prvním desetiletí dvacátého století pravidelně vystavoval s Uměleckou besedou (formálně se stává členem v r. 1904) i s Jednotou umělců výtvarných. Jeho obrazy jsou každoročně reprodukovány ve Zlaté Praze od r. 1902, a to až do r. 1929. Řada jeho obrazů s popisným komentářem je publikována i v časopise Besedy lidu.
Zemřel v Praze. Pohřben byl v Urnovém háji strašnického krematoria. (Mylně bývá uváděno jeho pohřbení na tzv. Valašském Slavíně, kde jsou uloženy ostatky jmenovce Karla Langera (1903–1998), malíře, grafika a etnografa.)

### Rodinný život

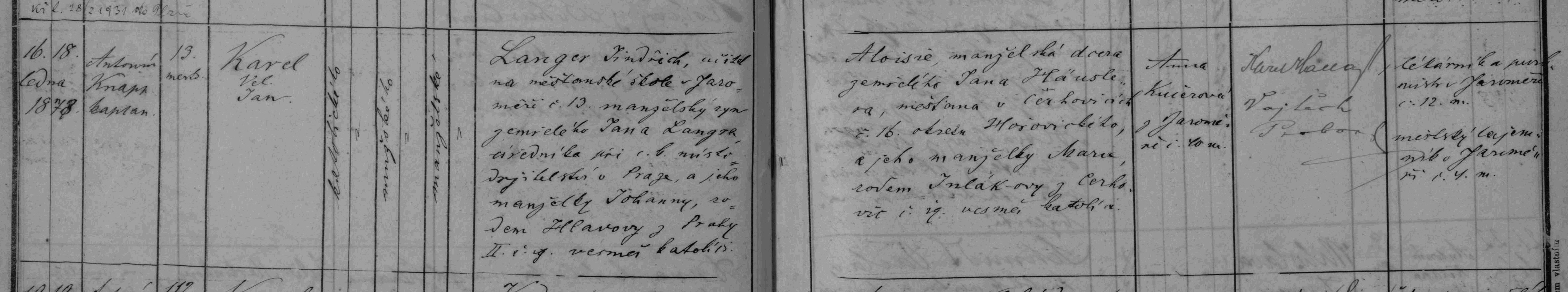
matriční záznam o narození a křtu Karla Langera (matrika N 1875-1884 Jaroměř (SOA Zámrsk))

S manželkou Marií, rozenou Muchovou (1883–1971) měli dceru Hannu (1902–1984). Rodina žila od r. 1906 na Královských Vinohradech.

## Dílo

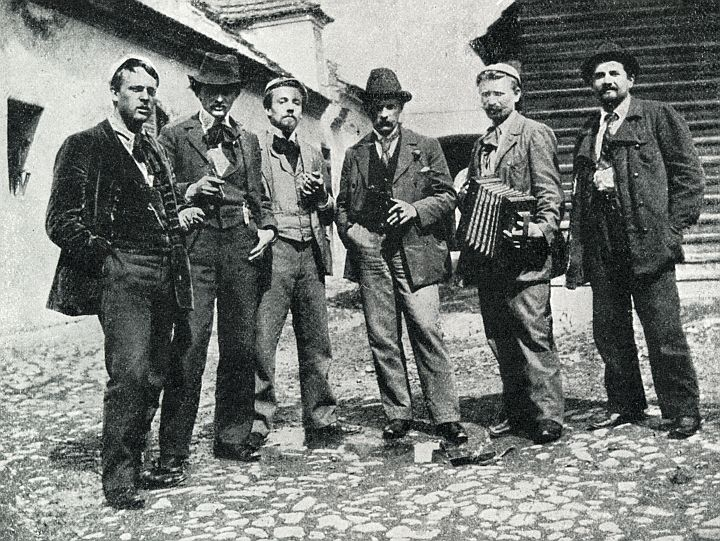
Mařákovi žáci, zleva – Kalvoda, Langer, Sátra, Ullmann, Bubeníček, Lolek

Česká krajina je v jeho pojetí povětšinou rozkvetlou zahradou a loukou. Zářivé barvy nalezneme i u mnohých zátiší. Oblíbil si rodnou Jaroměř a půvaby „...zdejších kvetoucích mezí a zahradních zákoutí.“
O jeho talentu již svědčí obraz Stolní zátiší (1898) malovaný v době studia na AVU v Praze, kde se mu podařilo dokonale vystihnout materiálovou a barevnou kvalitu zobrazovaných věcí. Další tvorbu předznamenávají menší obrazy Rozkvetlý sad (1898), Letní nálada (1899) a Gaudeamus igitur (1902).  Rané menší práce reagují i na dobový symbolismus (např. Havrani a Duch mlhy). Jiné odrážejí vliv vídeňské secese (např. Rybník a Makové pole).
F. X. Harlas (1903) v Osvětě hodnotí vánoční výstavu Jednoty umělců výtvarných "Mladý, ale dobře školený malíř Langer má zde kvetoucí mez, obraz plný vzduchu a svěžích barev... Menší malby prozrazují koloristní nadání Langerovo ...". Rozměrný obraz Před rozkvětem (1903) zakoupila do svých sbírek Moderní galerie, jako příklad vyspělosti výtvarné mládeže.
Krajinářskou tvorbu, ve které se postupně propracoval k vlastní specifické barevné škále a rukopisu, nejvíce ovlivnil skotský malíř Robert Macaulay Stevenson (např. Zámecká zahrada v České Skalici, Západ a Svítání) a německý malíř  Fritz Overbeck (např. Letní krajina).    
Postupně se jeho paleta prosvětluje a vytváří krajiny silného dekorativního účinku, plné květů (např. Kvetoucí louka, Rozkvetlá louka a Kvetoucí strom), často doplněné o dívčí postavy. Bylo by však chybou jeho tvorbu jako celek nazvat impresionistickou, přestože v některých obrazech malovaných v odpoledním slunečním svitu se k tomuto uměleckému stylu přibližuje (např. Krávy ve slunci a Stavení v odpoledním slunci). 
Nelze opomenout i obrazy středních a větších rozměrů s tématem českých měst (např. Praha, Náchod, Bechyně a Jaroměř). Známé jsou i obrazy s tématy kouřících vlaků na nádraží nebo lodí a mořského příboje.

### Zastoupení ve sbírkách

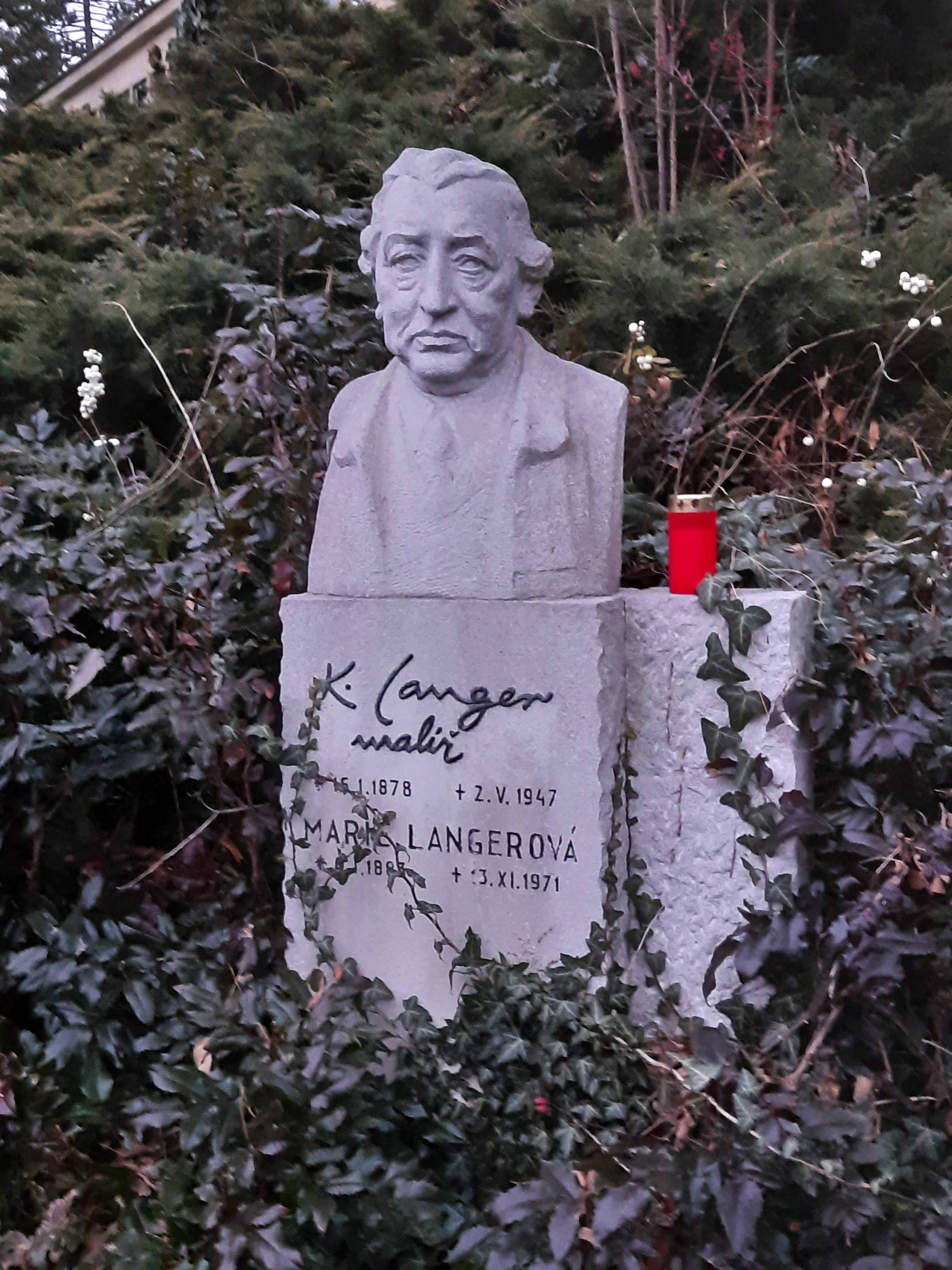
Hrob rodiny malíře Karla Langera v Urnovém háji Krematoria Strašnice

- Národní galerie v Praze, např. obrazy V zeleném šeru (1898), Zelíčko (1898) a Rozpuk (Před rozkvětem) (1903)
- Galerie moderního umění v Hradci Králové, např. obrazy Chalupy, O pouti a Fabrická louka
- Galerie moderního umění v Roudnici nad Labem, např. obrazy Poloakt a Po koupání na břehu
- Oblastní galerie Vysočiny v Jihlavě, např. obrazy Západ, Krajina s máky a Dáma ve flitru
- Galerie středočeského kraje v Kutné Hoře, obraz Svítání (1915)
- Severočeská galerie výtvarného umění v Litoměřicích, obrazy Husopaska a Kvetoucí louka
- Galerie hlavního města Prahy, obraz Rozkvetlá louka
- Městské muzeum v Jaroměři, obraz Kostel sv. Mikuláše v Praze a Pohled na Jaroměř přes Lužiny

## Výstavy
- 1904 - umělecká výstava, Hradec Králové, Průmyslové muzeum (37 obrazů)
- 1904 - umělecká výstava, Králův Dvůr, Vzdělávací sbor sokola (55 obrazů)
- 1905 - větší soubor prací, Krasoumná jednota, Rudolfinum
- 1907 - souborná výstava v Mladé Boleslavi
- 1908 - souborná výstava v Jaroměři
- 1911 - souborná výstava v Pule, hotel Riviera, obrazy z Adrie
- 1929 - Julius Mařák a jeho škola, Obecní dům, Praha, Jednota umělců výtvarných (4 obrazy)
- 2018 - Kvetoucí krajiny Karla Langera, Orlická galerie, Rychnov nad Kněžnou (44 obrazů)

## Galerie

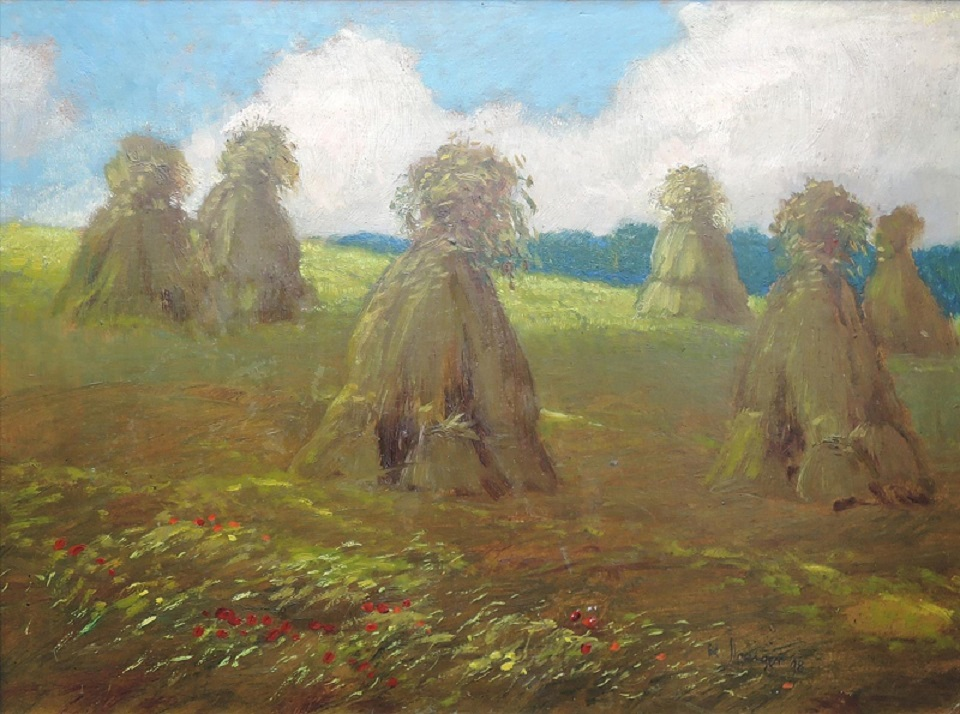
Karel Langer Snopky (1898)
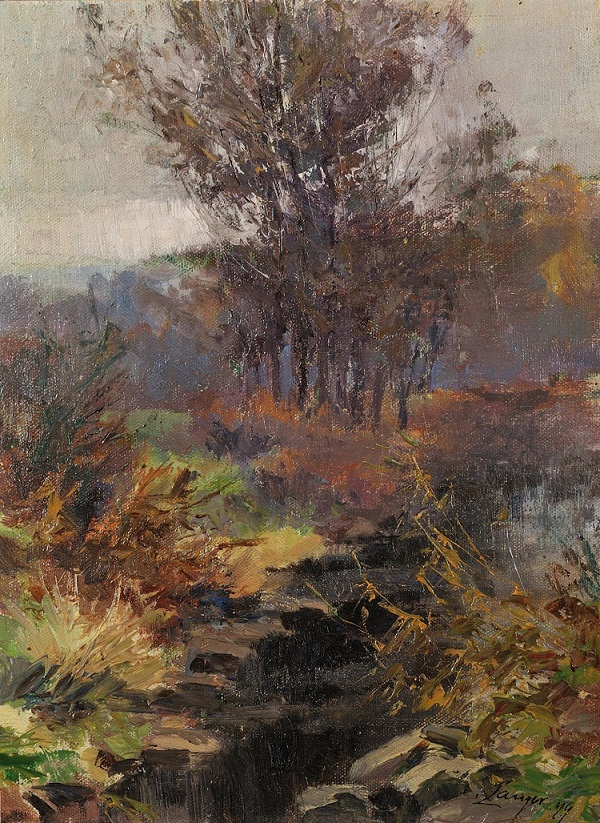
Karel Langer Pod sutinou u Pardubiček (1899)
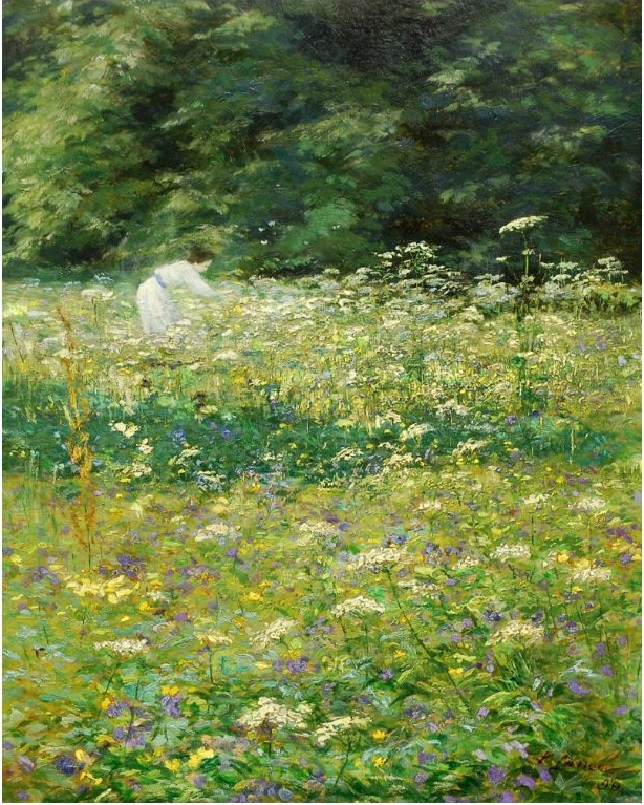
Karel Langer Letní nálada (1899)
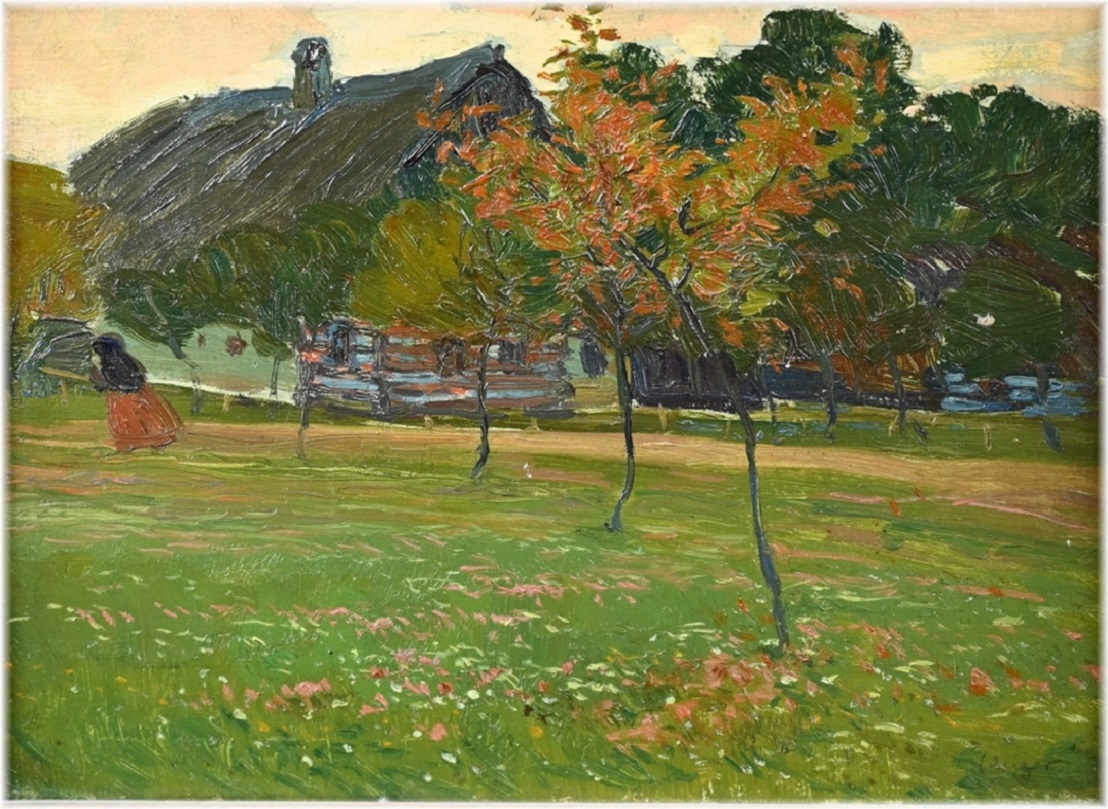
Karel Langer Za chalupou
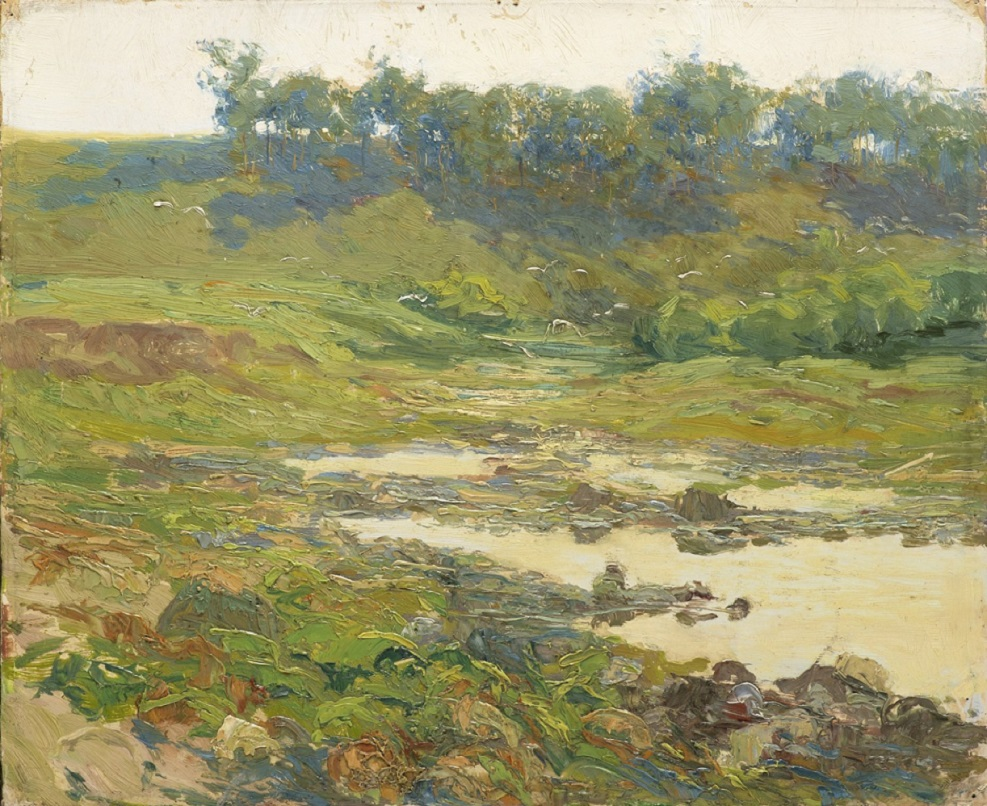
Karel Langer Dolina
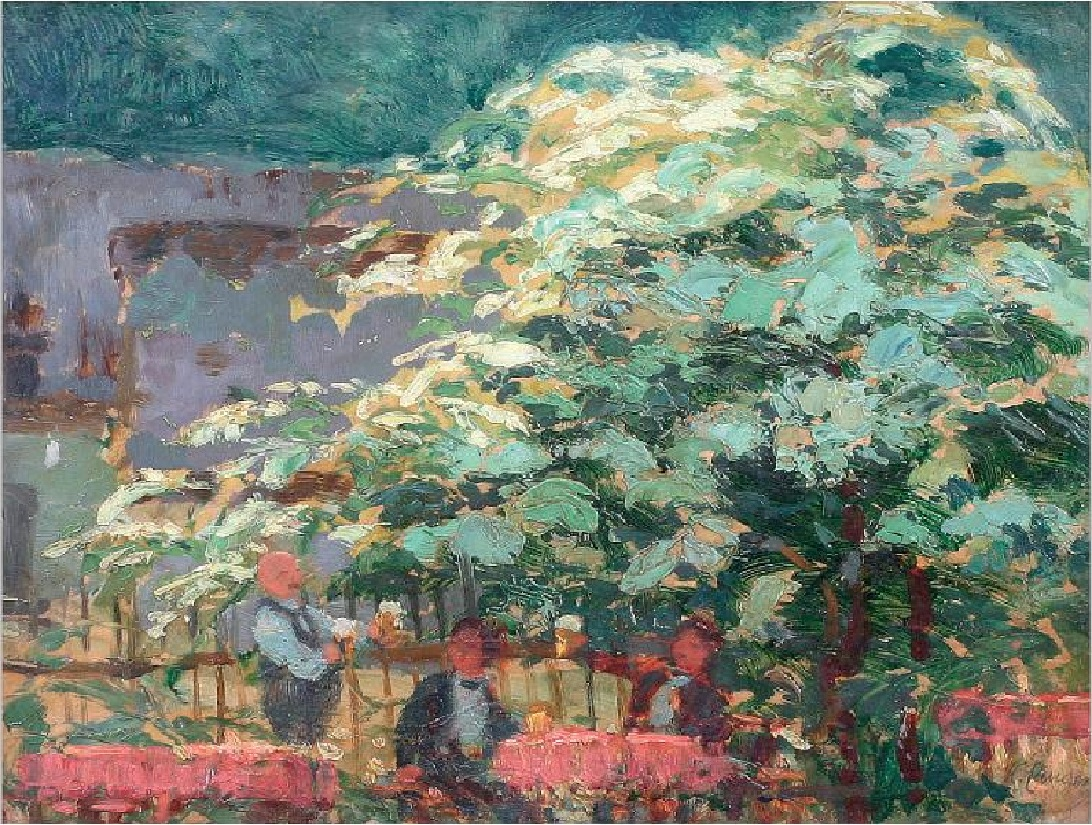
Karel Langer Gaudeamus igitur (1902)
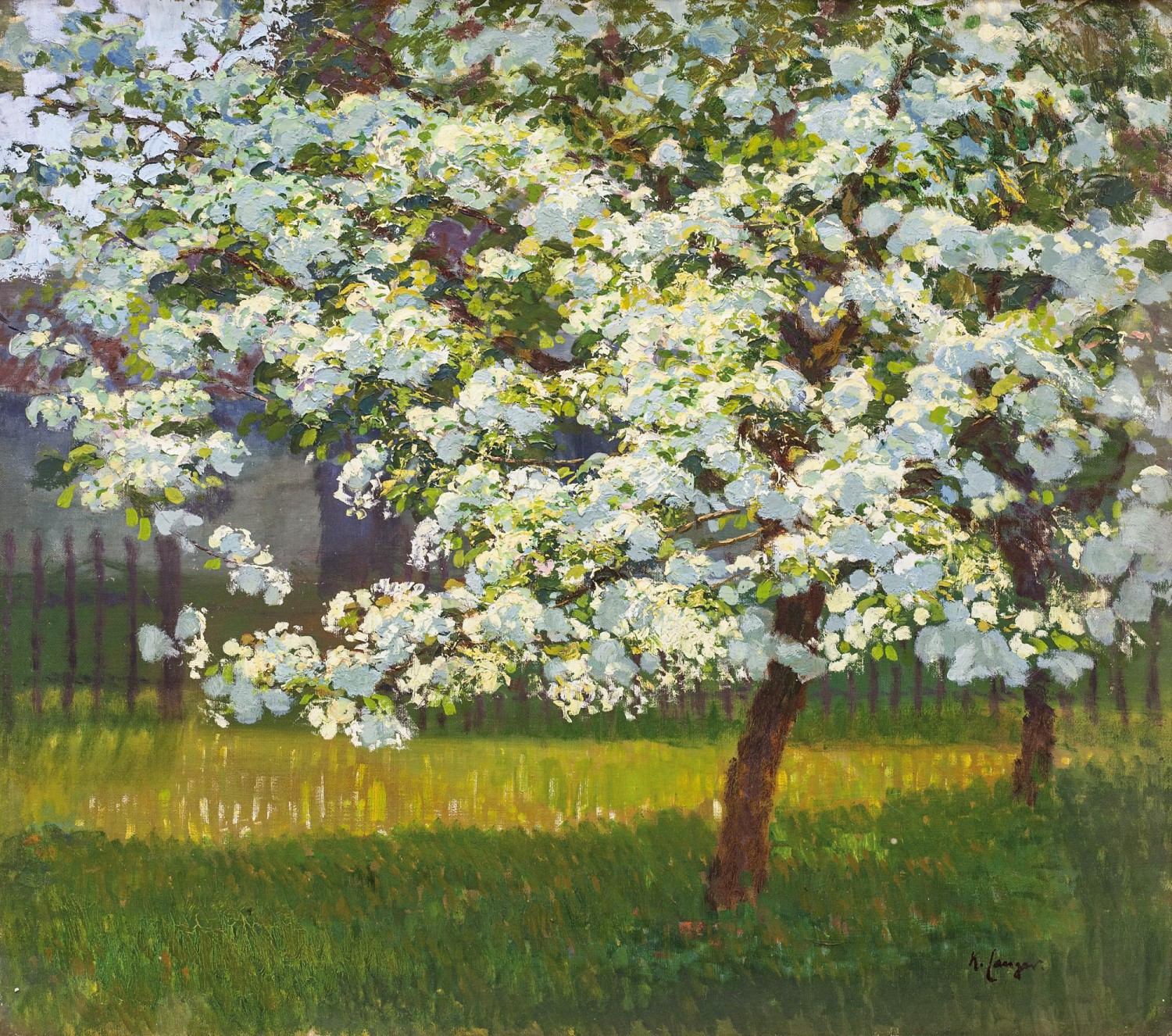
Karel Langer Kvetoucí sad
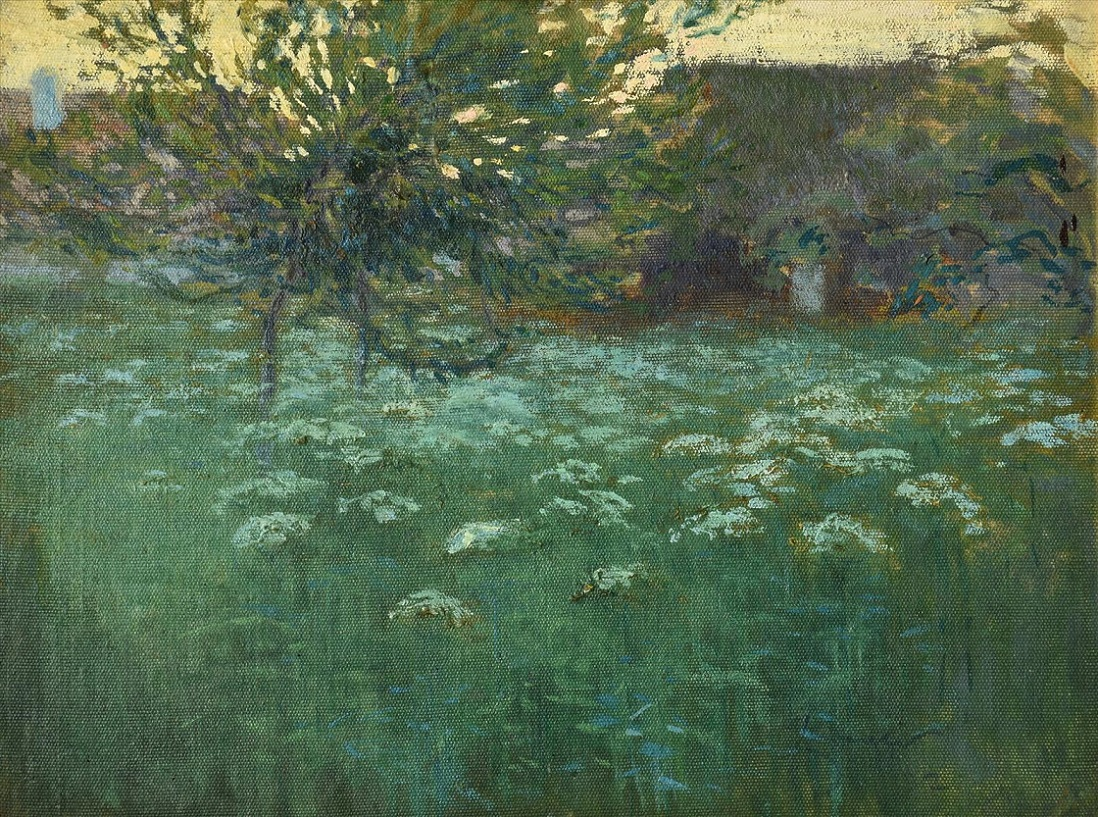
Karel Langer Kvetoucí zahrada (1902)
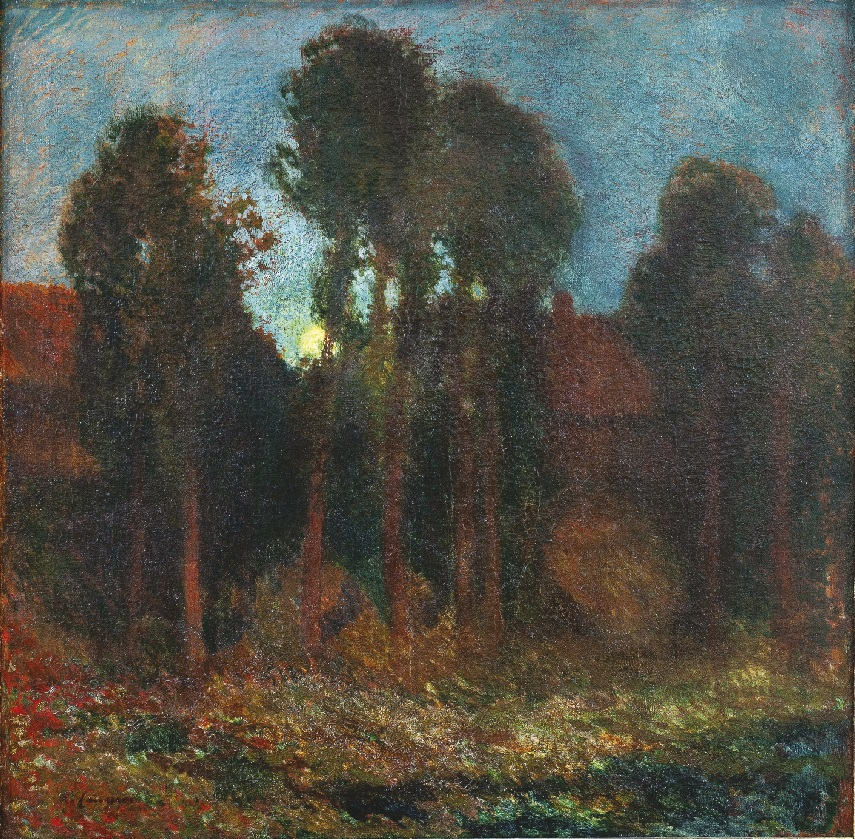
Karel Langer Zámecká zahrada v České Skalici (1905)
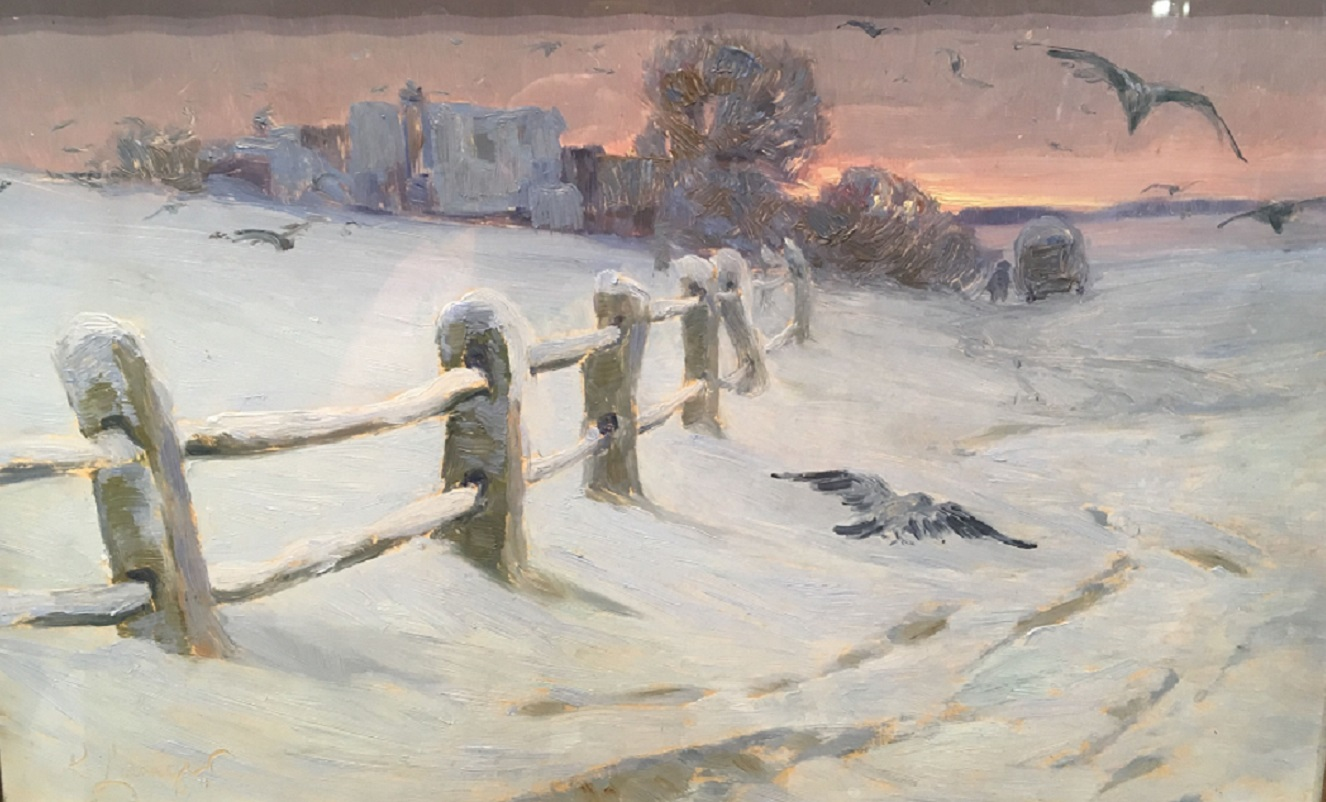
Karel Langer Havrani
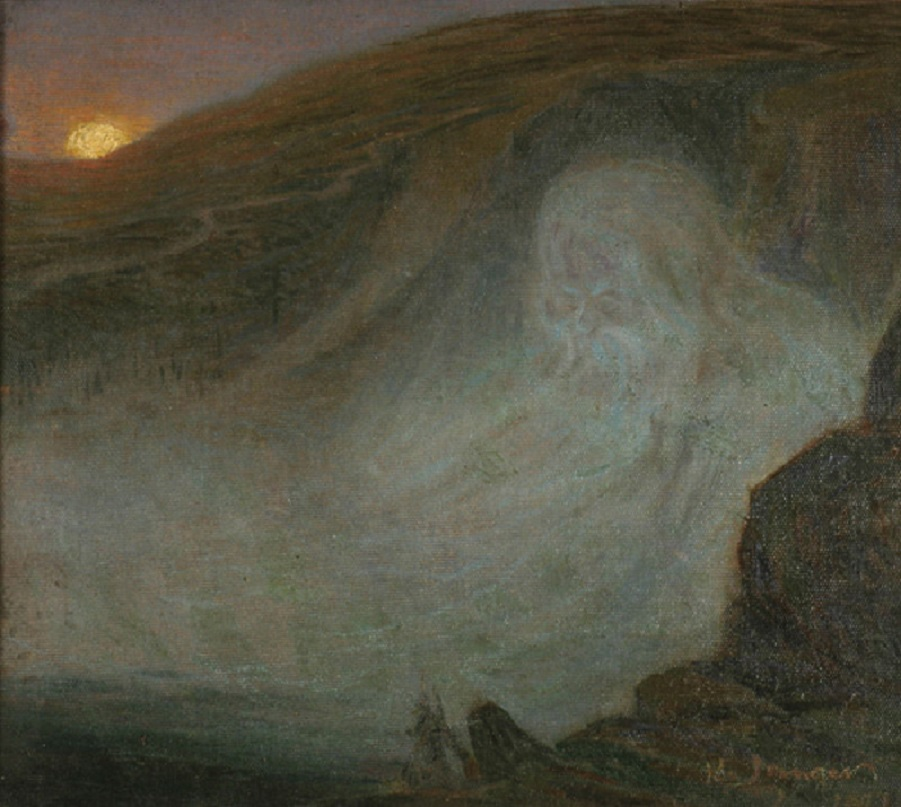
Karel Langer Duch mlhy (1907)
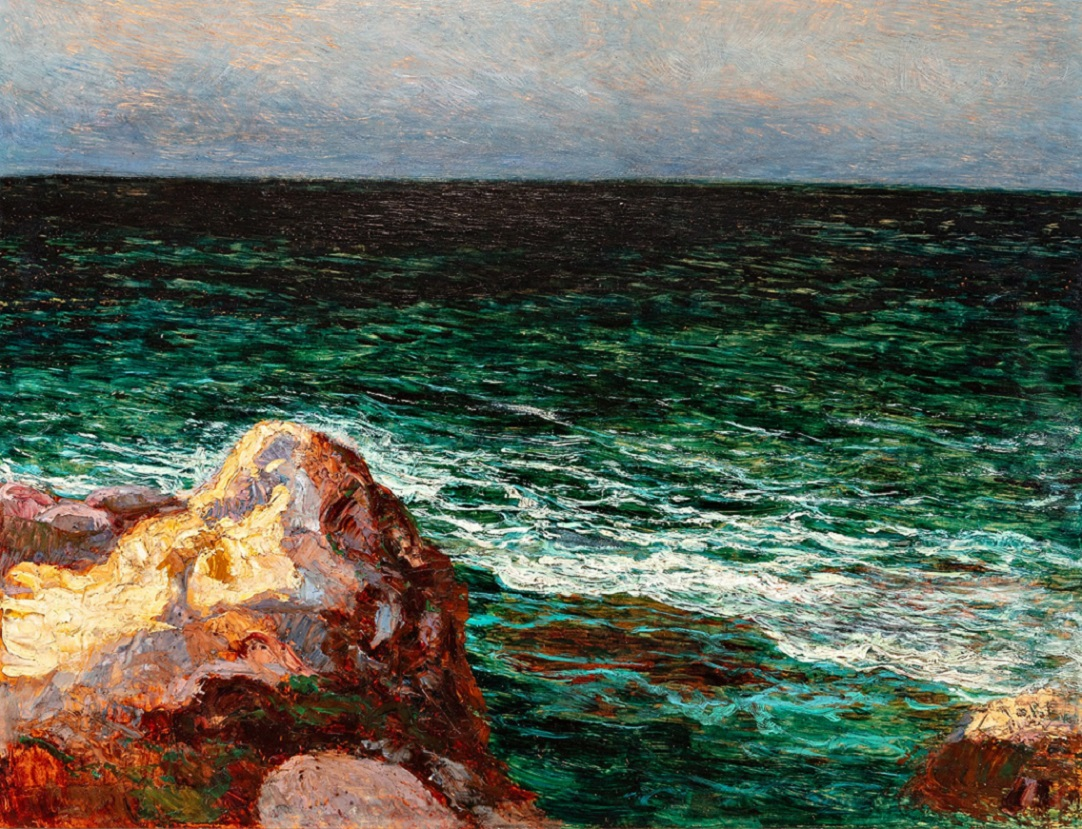
Karel Langer Moře se skalisky
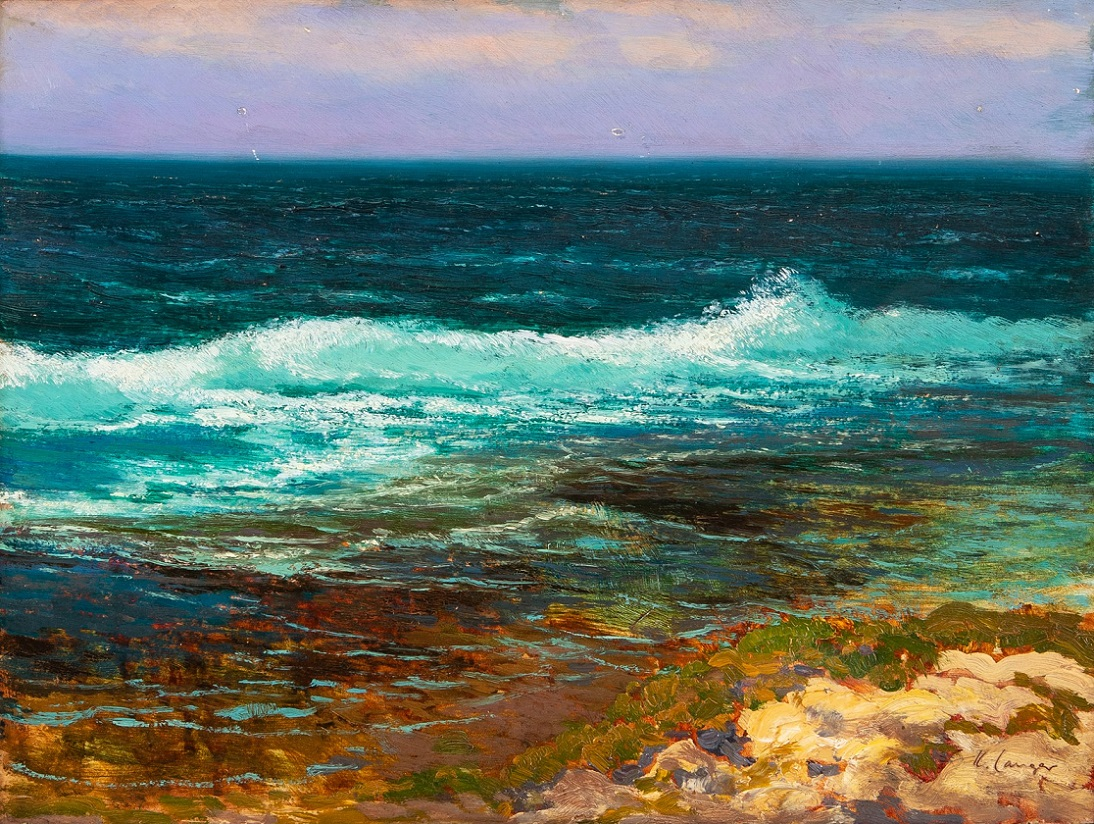
Karel Langer Vlna u pobřeží
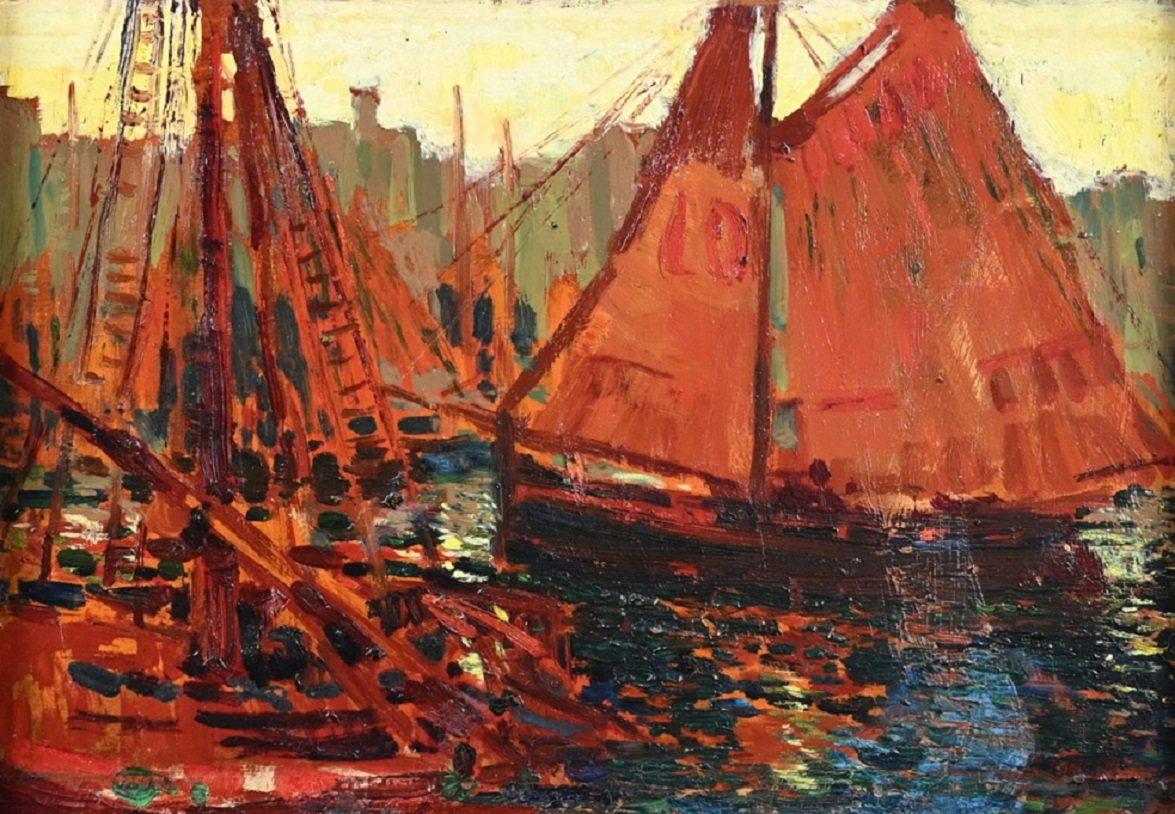
Karel Langer Z Benátek
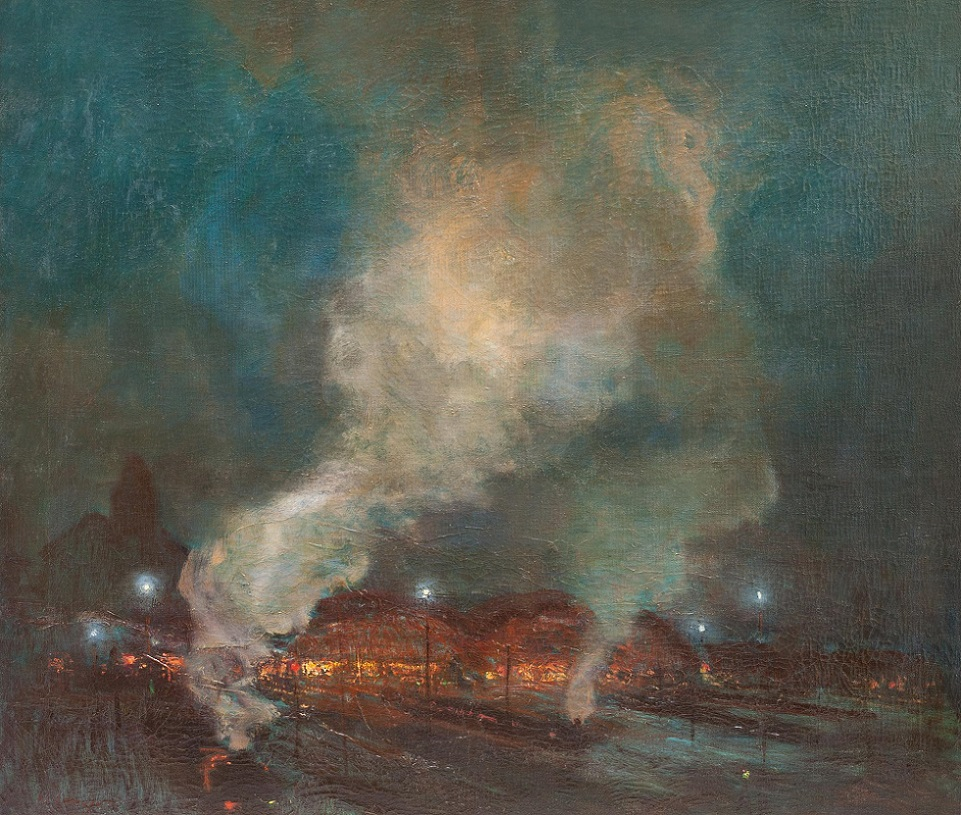
Karel Langer Nádraží cís. Fr. Josefa v Praze
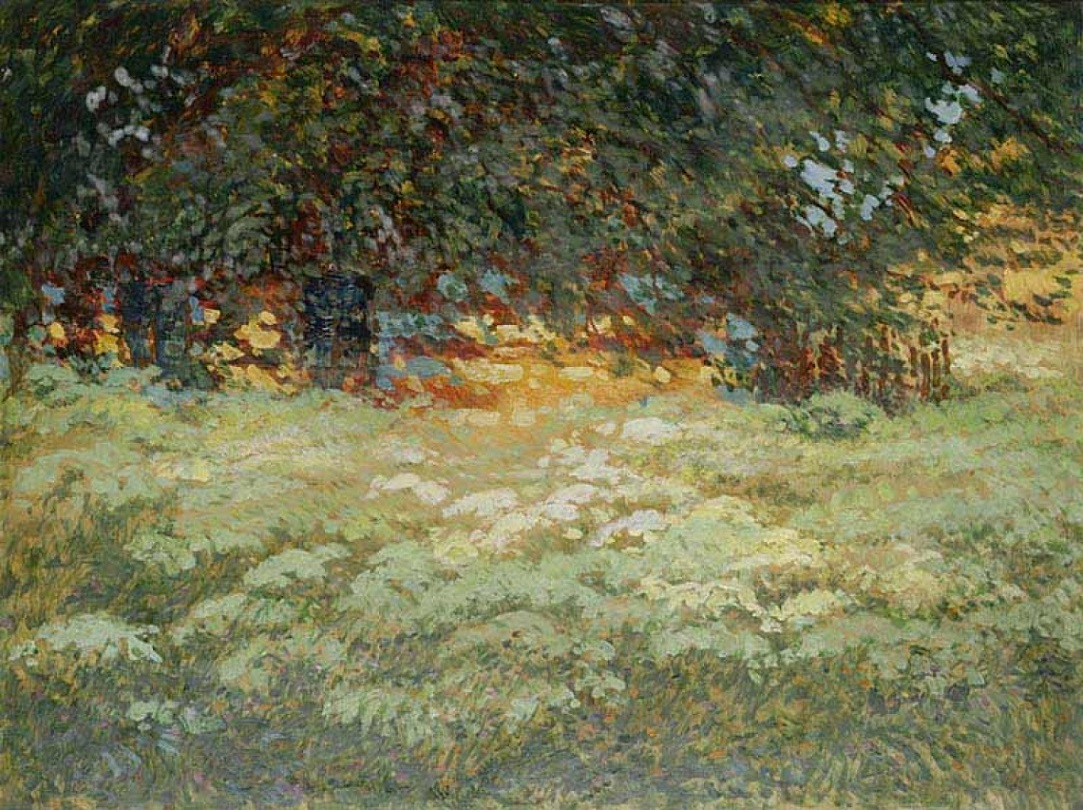
Karel Langer Stavení v odpoledním slunci
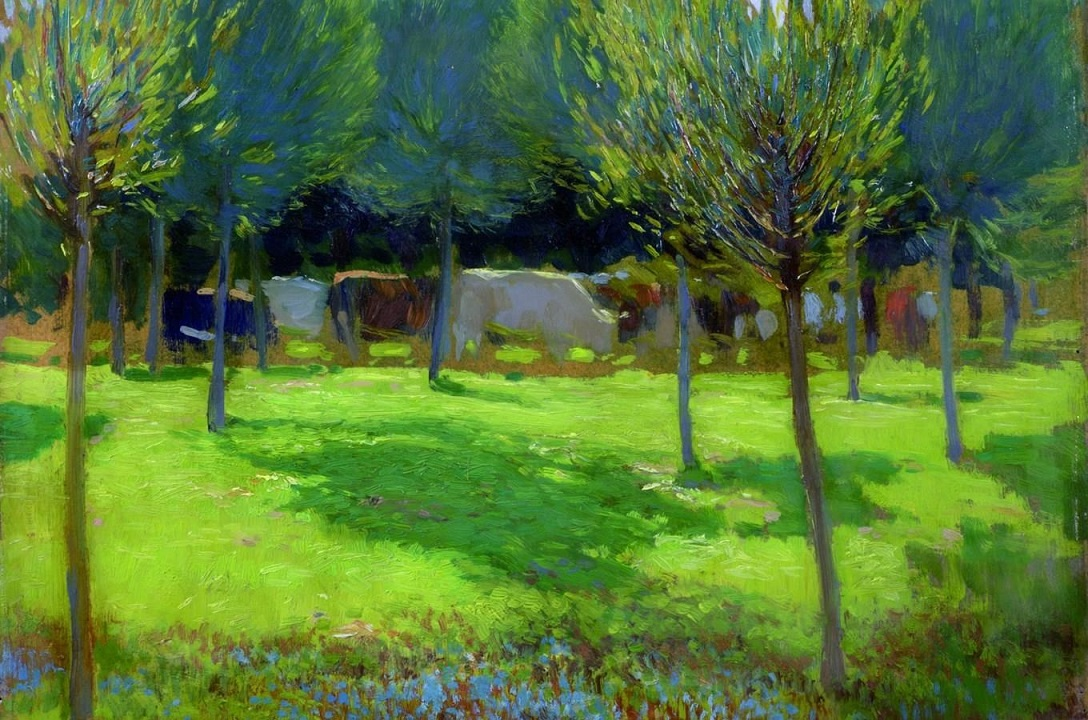
Karel Langer Krávy ve slunci (asi 1908)
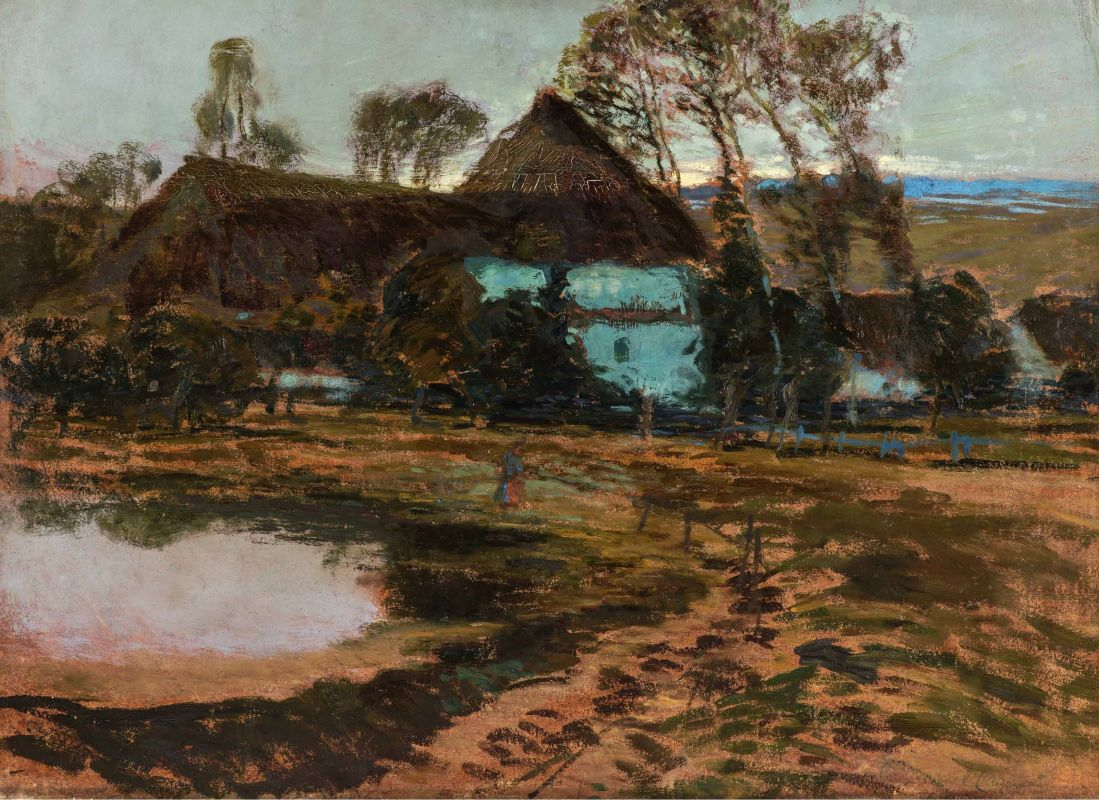
Karel Langer Jihočeský mlýn (asi 1909)
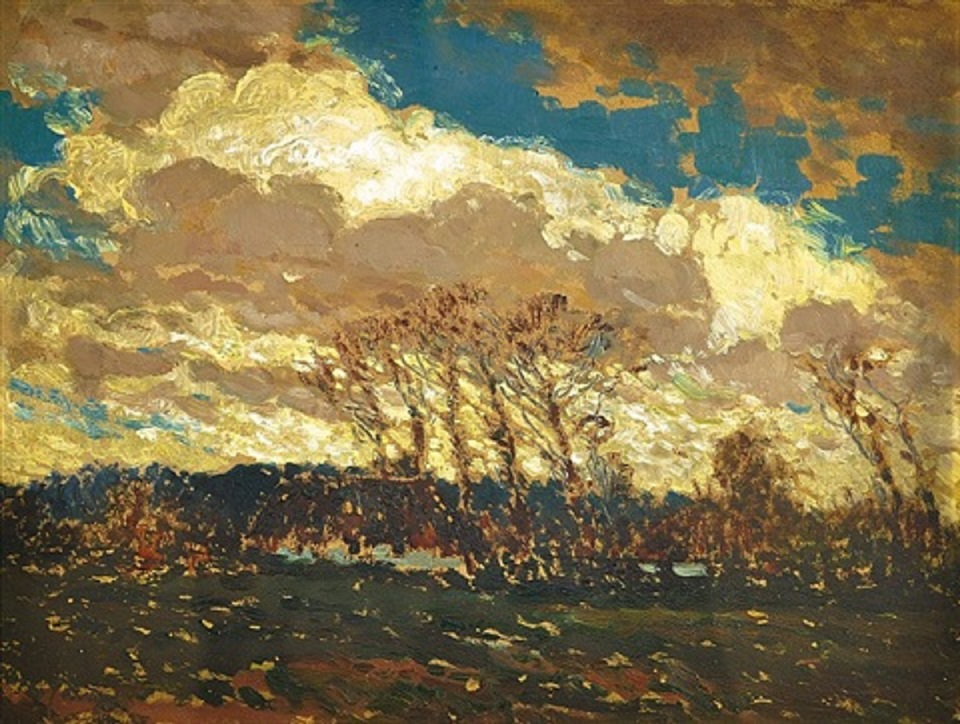
Karel Langer Západ (Noční rybník)
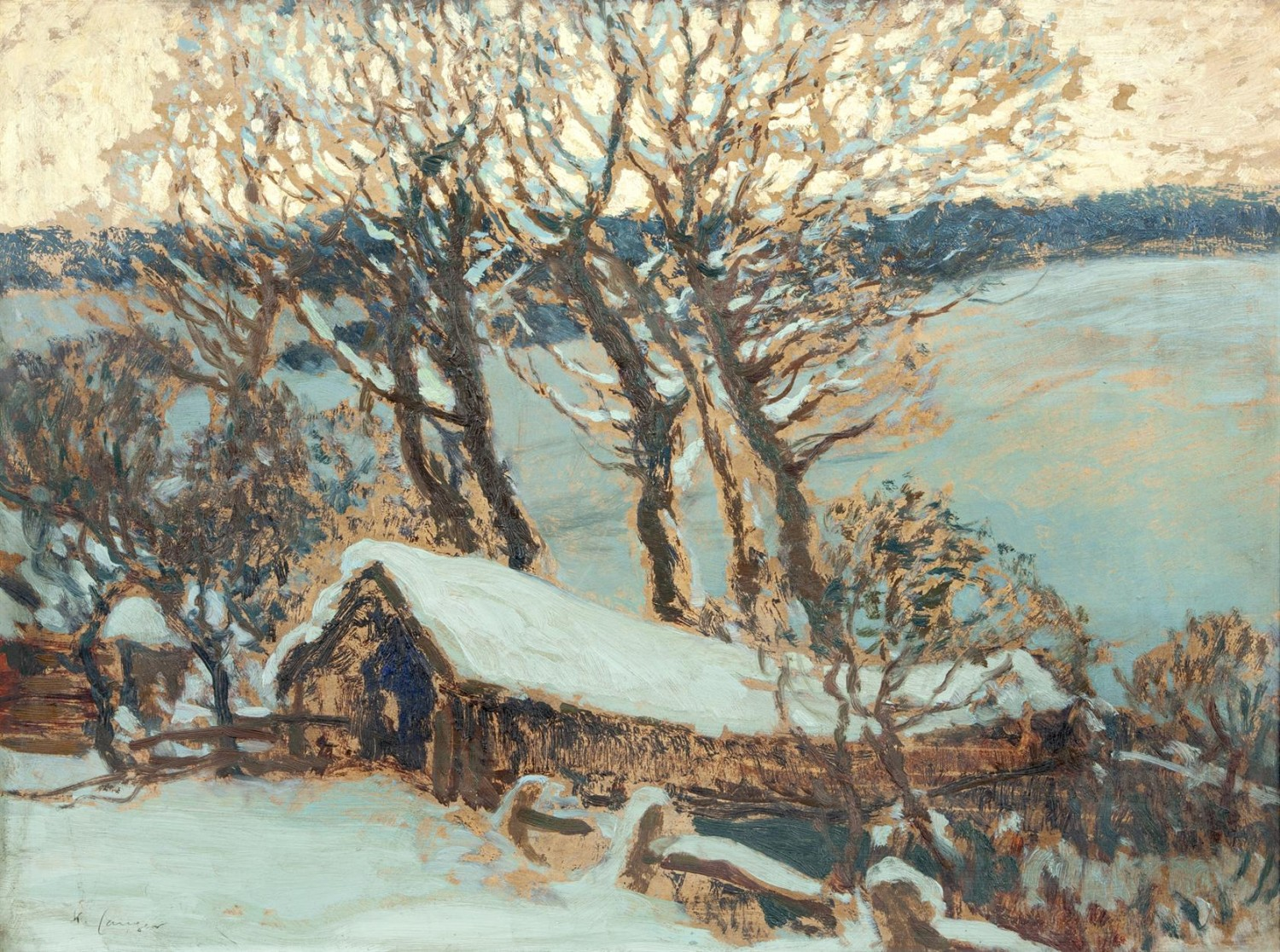
Karel Langer Zima
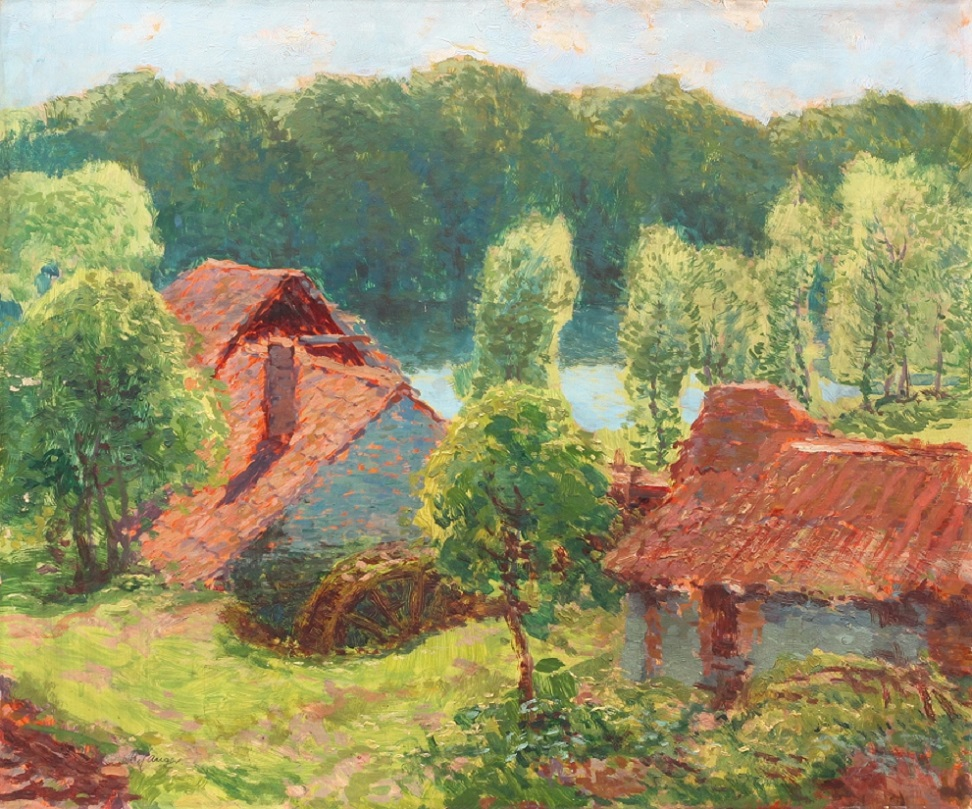
Karel Langer Za mlýnem
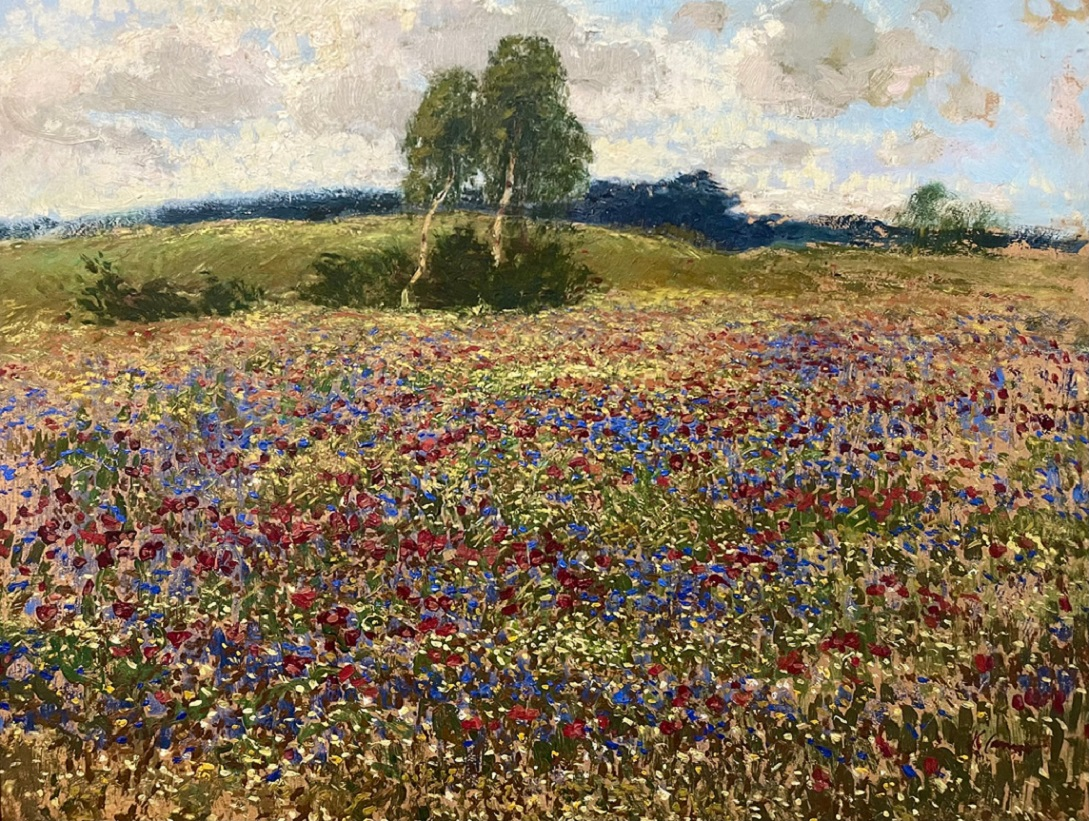
Karel Langer Louka plná květů
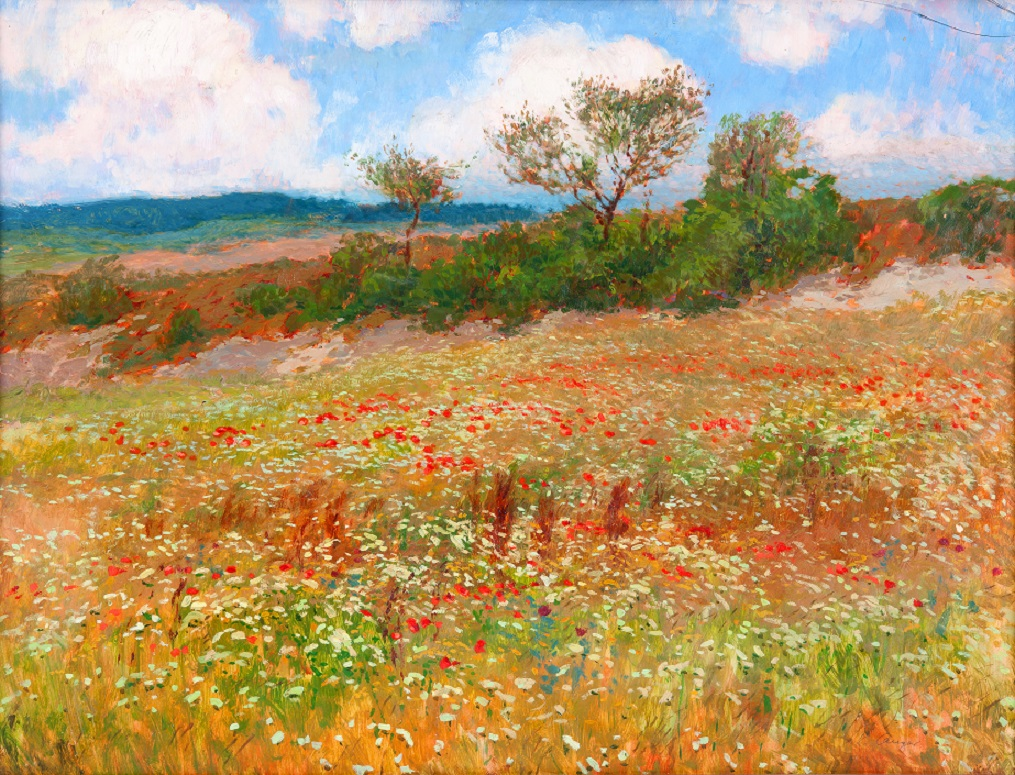
Karel Langer Rozkvetlá louka
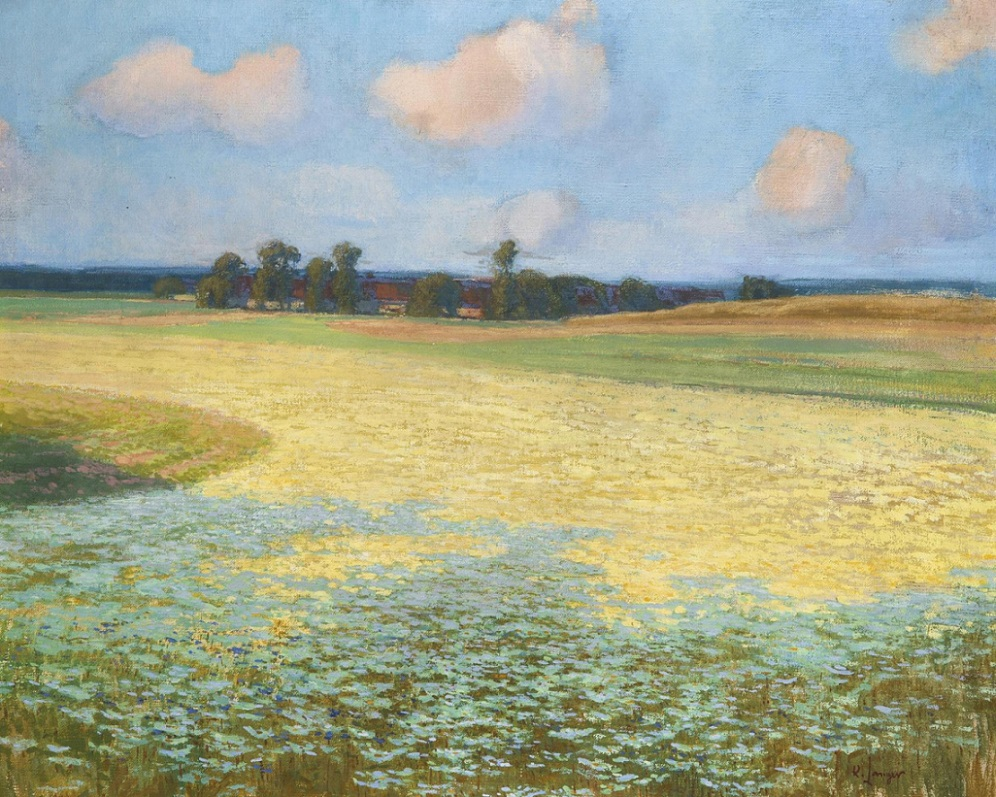
Karel Langer Letní krajina
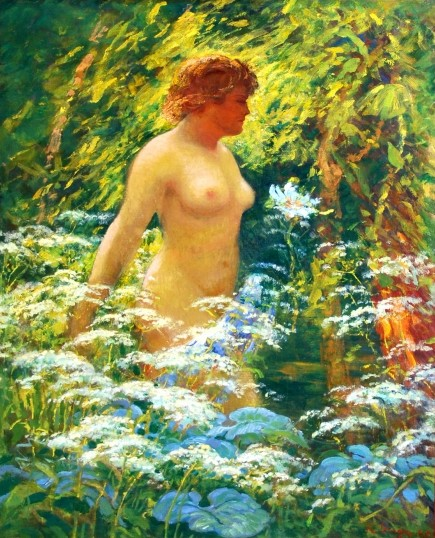
Karel Langer Dívčí akt v květinách (1915)
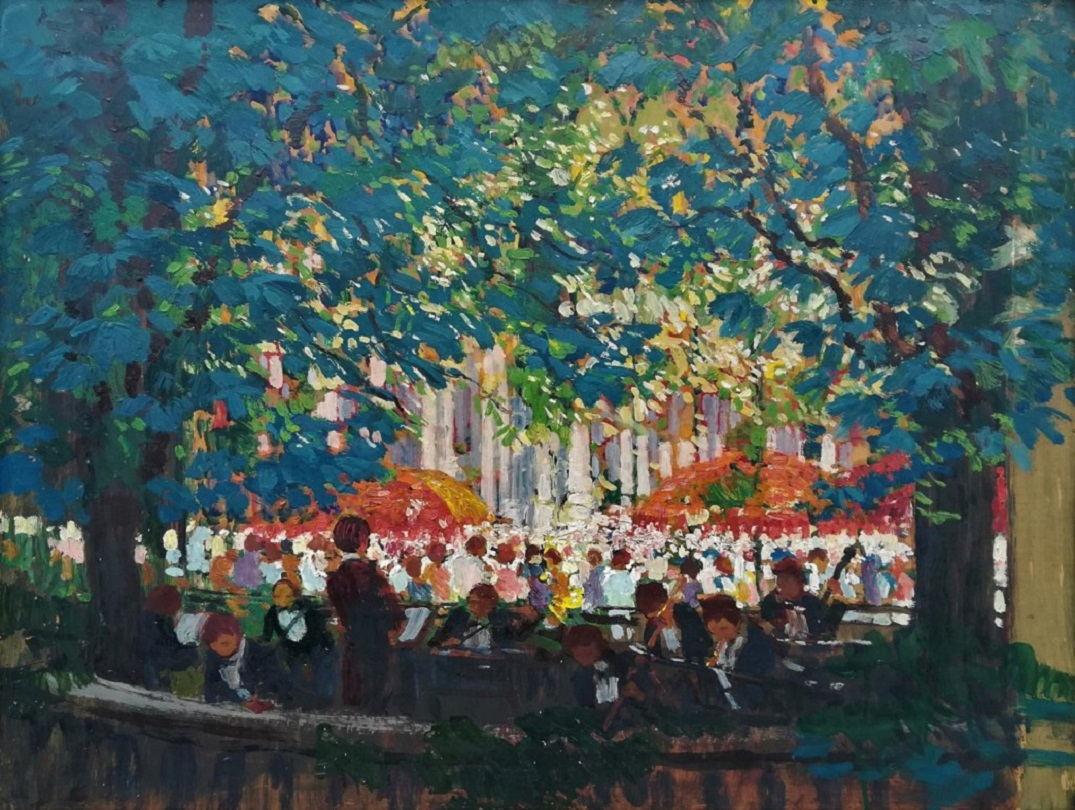
Karel Langer Lázeňský koncert
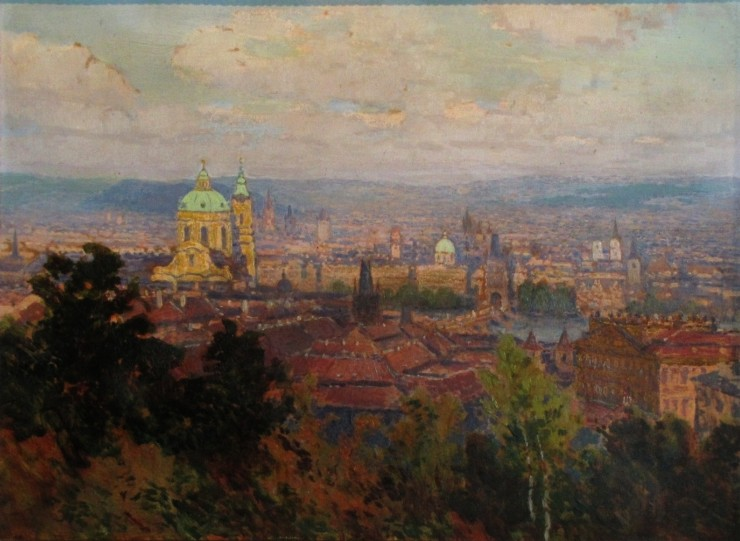
Karel Langer Naše zlatá Praha
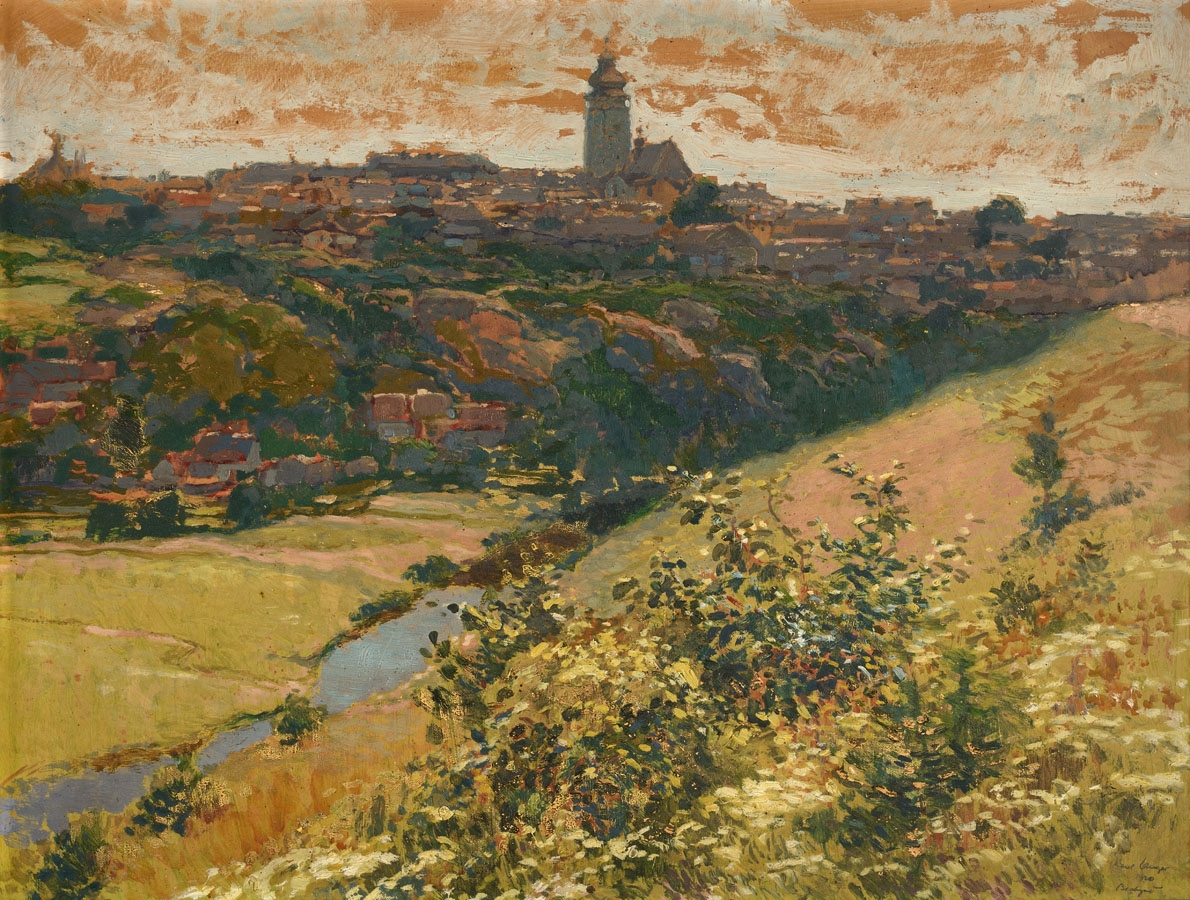
Karel Langer Bechyně (1920)
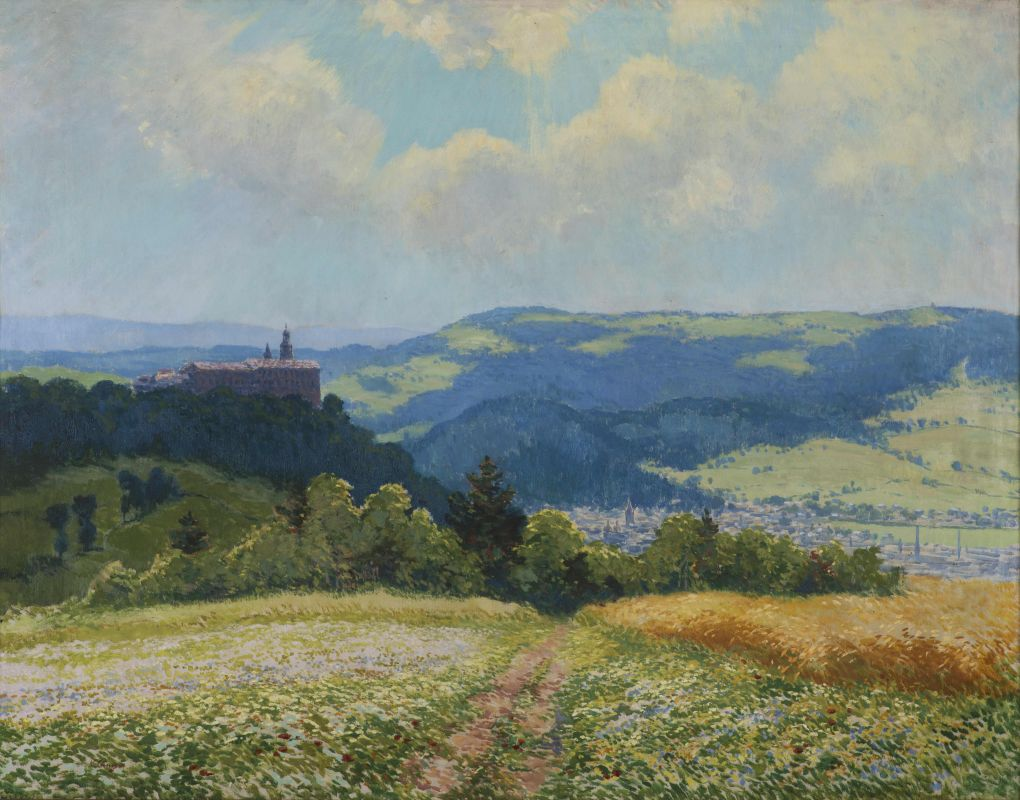
Karel Langer Náchod
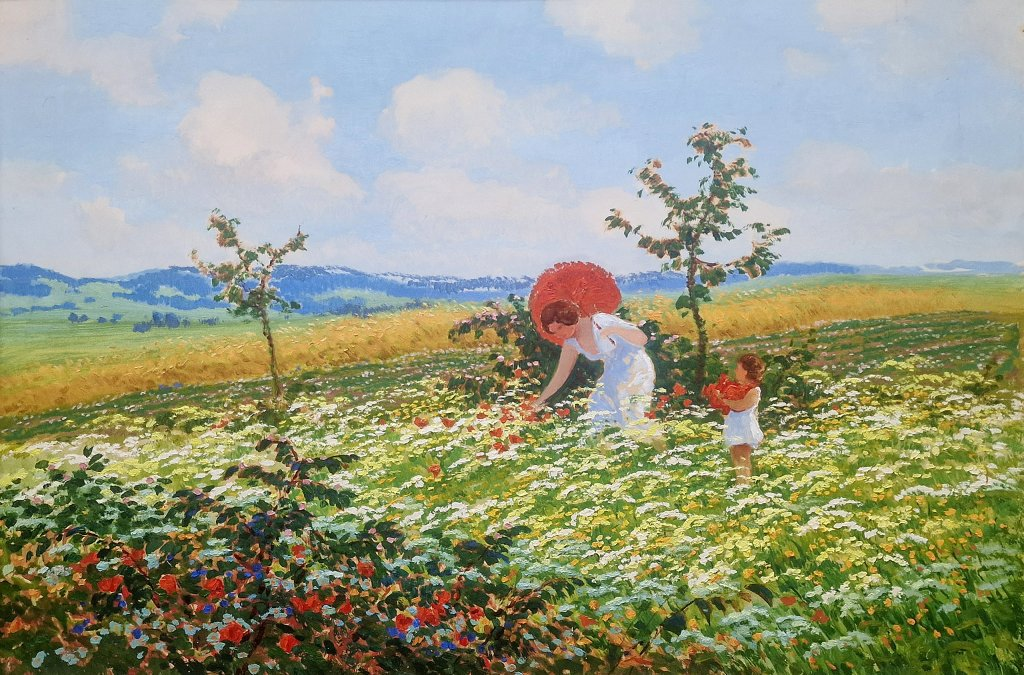
Karel Langer - Kvetoucí meze